# Aegithalos bonvaloti
El mito cejinegro (Aegithalos bonvaloti) es una especie de ave paseriforme de la familia Aegithalidae propia de Asia.
Anteriormente se le consideraba conespecífico con el Aegithalos iouschistos del centro y este de los Himalayas pero en la actualidad se los suele considerar especies separadas.

## Descripción
Es un ave pequeña con una cola larga, que mide unos 12 cm de largo. Sus partes inferiores son grises, su pecho y flancos son rufos y su vientre es blanco. Su cabeza es de tomo ante con una ancha máscara negra, frente blanca y un babero blanco, moteado de negro en el centro.

## Distribución y hábitat
Se le encuentra en el centro y sur de China y en el norte de Burma. Su hábitat natural son los bosques boreales y los bosques templados.